# Mellau
Mellau is een gemeente in de Oostenrijkse deelstaat Vorarlberg, gelegen in het district Bregenz (B). De gemeente heeft ongeveer 1300 inwoners.

## Geografie

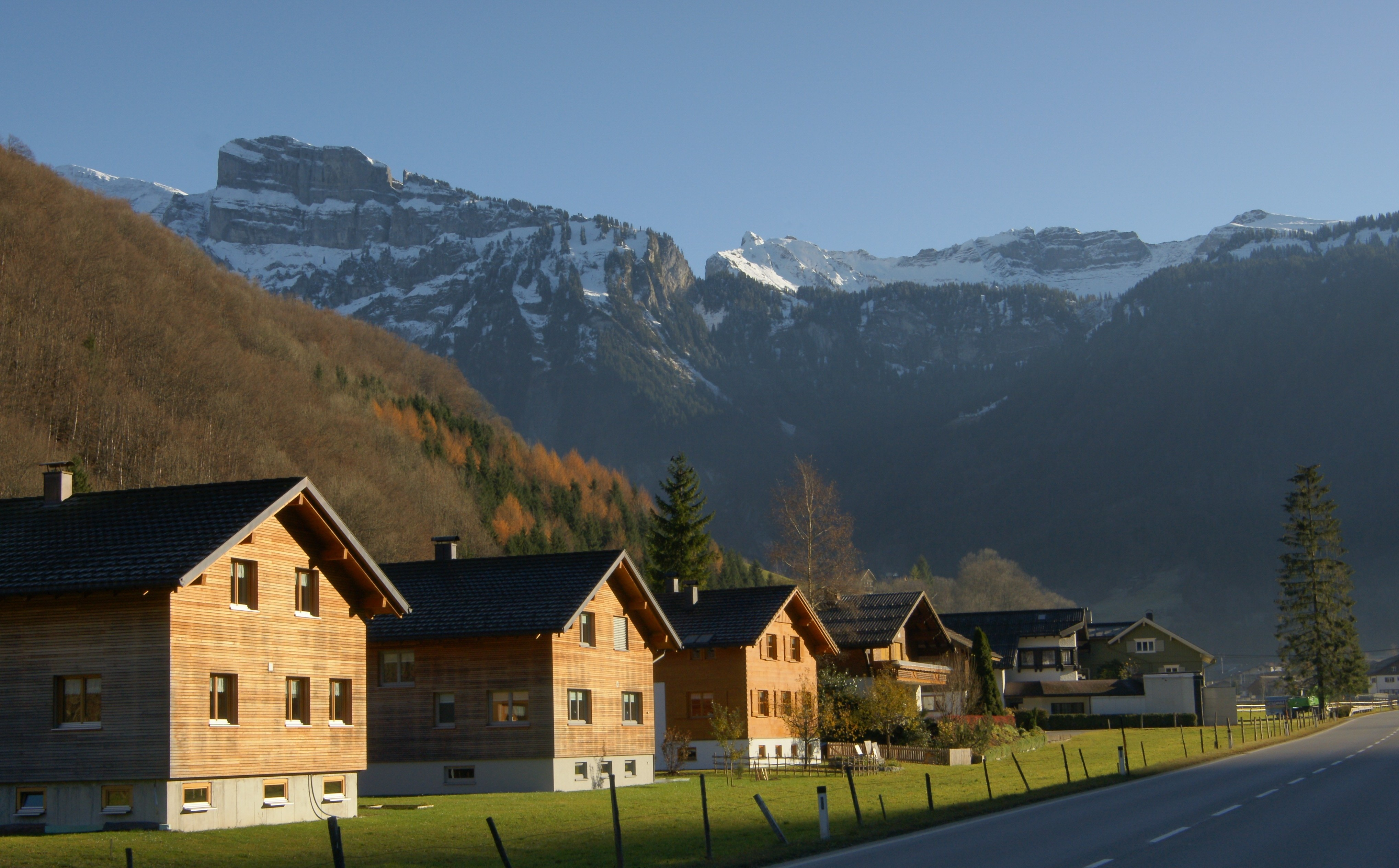
Kanisfluh (Mellau)

Mellau heeft een oppervlakte van 40,55 km². Het ligt in het westen van het land en is deel van het Bregenzerwald. Mellau ligt aan de voet van de berg Kanisfluh.

## Skigebied
Vanuit het dorp gaat een gondelbaan naar het skigebied Damüls-Mellau. Dit skigebied is pas ontstaan. Voorheen was dit een klein familieskigebied. Door de verbinding door middel van de Gipfelbahn (8-persoons gondel) met het skigebied van Damüls is hiermee het grootste skigebied van het Bregenzerwald ontstaan met ruim 109 km pistes.
Er zijn plannen voor een vervanging van de oude Mellaubahn. Dit is de gondel die vanuit het dorp omhoog naar het skigebied gaat. Deze gondel is erg oud in vergelijking met de nieuwere liften van het gebied en omliggende gebieden. Tegelijkertijd zou er een brug over de Bregenzerach gebouwd moeten worden om zo het verkeer naar de gondel niet meer door het dorp te laten rijden.

## Toerisme
Mellau maakt deel uit van de "Bregenzerwald Umgang" (Bregenzerwald wandeling). De wandeling toont de vormgeving van 12 dorpen in het Bregenzerwald. Aan de hand van het landschap, openbare gebouwen, huizen en alledaagse objecten kunnen wandelaars de typische Bregenzerwälder architectuurstijl door de eeuwen heen ervaren.

## Trivia
- Mellau staat in Oostenrijk onder andere bekend om het lied "Vo Mello bis ge Schoppornou" (Vorarlbergs: Van Mellau naar Schoppernau) van de Bregenzerwälder band Holstuonarmusigbigbandclub.[4]

Alberschwende · Andelsbuch · Au · Bezau · Bildstein · Bizau · Bregenz (stad) · Buch · Damüls · Doren · Egg · Eichenberg · Fußach · Gaißau · Hard · Hittisau · Höchst · Hohenweiler · Hörbranz · Kennelbach · Krumbach · Langen bei Bregenz · Langenegg · Lauterach · Lingenau · Lochau · Mellau · Mittelberg · Möggers · Reuthe · Riefensberg · Schnepfau · Schoppernau · Schröcken · Schwarzach · Schwarzenberg · Sibratsgfäll · Sulzberg · Warth · Wolfurt
- Gemeinsame Normdatei: 4527859-3
- MusicBrainz: 03a2d681-c063-4113-8a1a-4b97a1f01f12
- Virtual International Authority File: 245829618
- WorldCat: E39PBJhhvX4FCD8HFWdtfFJhpP